# Amselweg 7 (Pleinfeld)

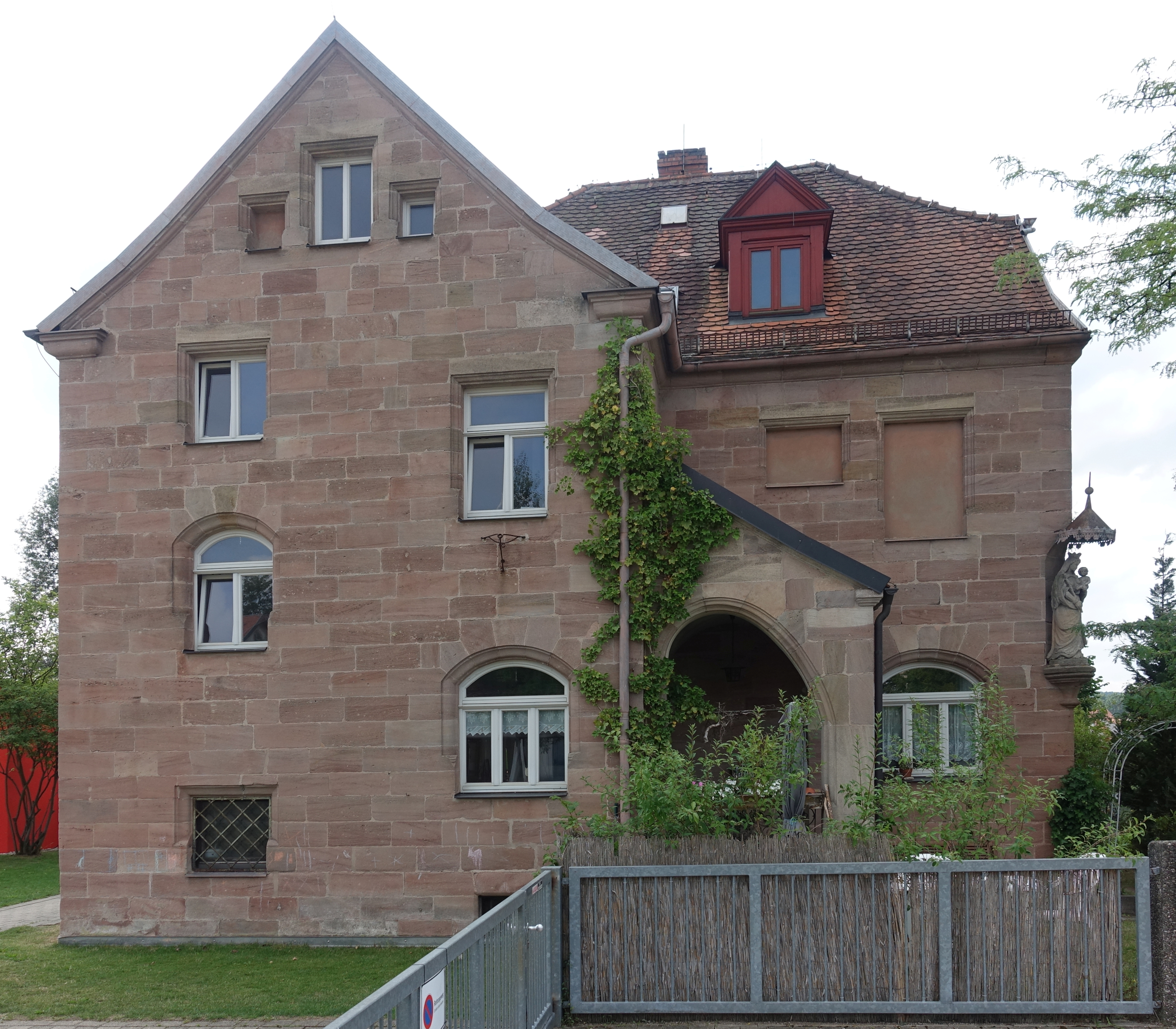
Amselweg 7, 2019

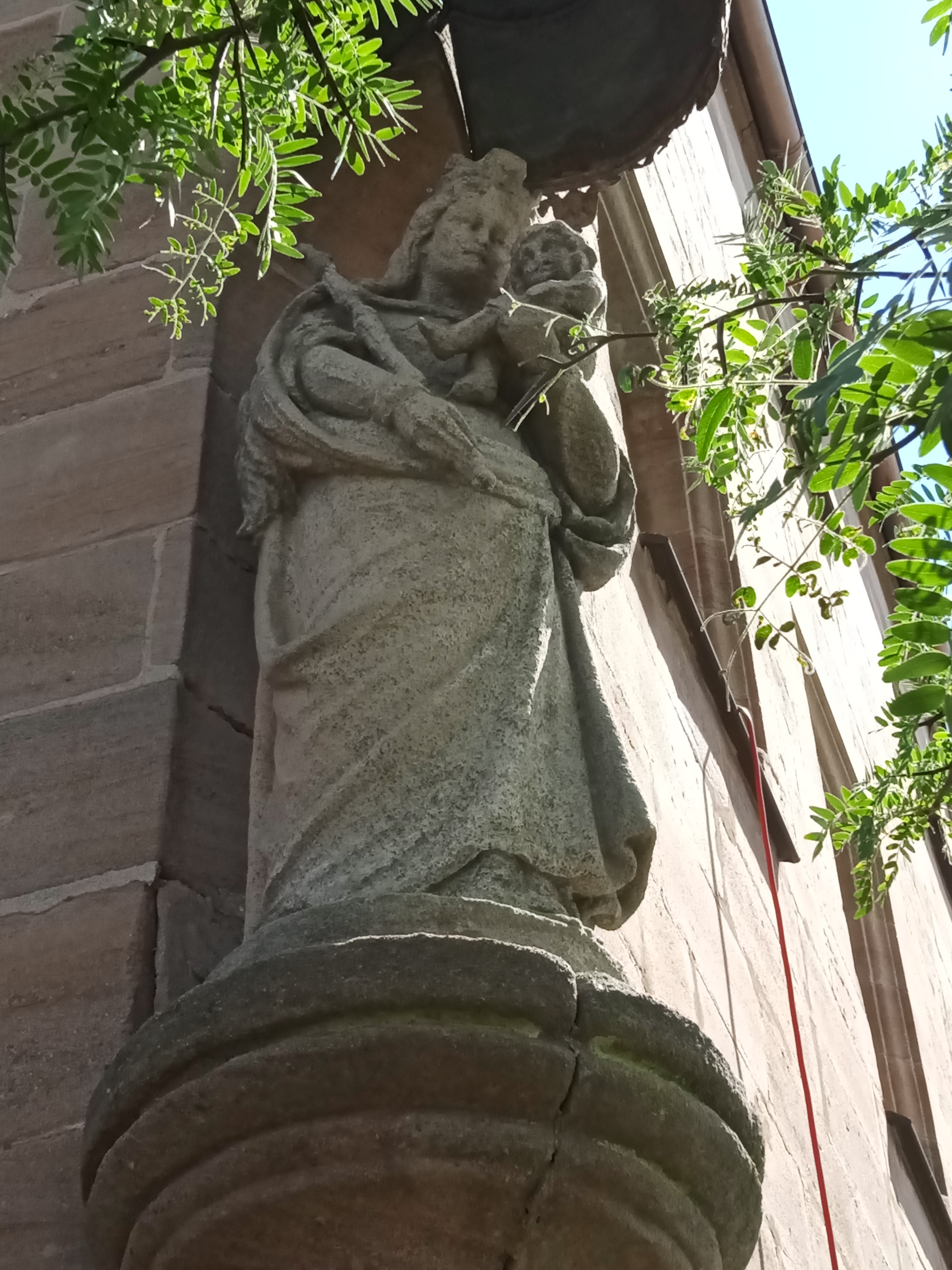
Hausmadonna

Das Haus Amselweg 7 ist eine Villa in Pleinfeld, eines Marktes im mittelfränkischen Landkreis Weißenburg-Gunzenhausen. Das Gebäude ist unter der Denkmalnummer D-5-77-161-4 als Baudenkmal in die Bayerische Denkmalliste eingetragen.
Das Wohngebäude steht direkt angrenzend an den Sankt-Franziskus-Kindergarten nordwestlich der Pleinfelder Altstadt und südöstlich des Bahnhofs auf einer Höhe von 390 m ü. NHN. Als das Gebäude um 1900 errichtet wurde, stand es auf einer unbebauten Fläche oberhalb des Ortskerns. Der zweigeschossige Sandsteinquaderbau hat einen giebelseitig abgewalmtem Dach und ein Treppenvorbau sowie eine ebenfalls denkmalgeschützte Hausmadonna mit Kind aus Sandstein.